# أنطونيو دي دييغو
أنطونيو دي دييغو (بالإسبانية: Antonio De Diego)‏ هو راكب الكنو إسباني، ولد في مدريد في 27 أبريل 1967.